# Xian de Lushan (Henan)
Pour les articles homonymes, voir Lushan.
Le xian de Lushan (鲁山县 ; pinyin : Lǔshān Xiàn) est un district administratif de la province du Henan en Chine. Il est placé sous la juridiction de la ville-préfecture de Pingdingshan.

## Démographie
La population du district était de 818 065 habitants en 1999.